# Anan, Haute-Garonne
Anan är en kommun i departementet Haute-Garonne i regionen Occitanien i södra Frankrike. Kommunen ligger i kantonen L'Isle-en-Dodon som tillhör arrondissementet Saint-Gaudens. År 2022 hade Anan 265 invånare.

## Befolkningsutveckling
Antalet invånare i kommunen Anan
Referens:INSEE